# Retta
Retta, eg. Marietta Sirleaf, född 12 april 1970 i Newark i New Jersey, är en amerikansk komiker och skådespelerska. Retta är mest känd för sin återkommande roll som Donna Meagle i Parks and Recreation.

## Uppväxt
Retta är från New Jersey, och tog examen från Duke University i Durham, North Carolina. Hon började arbeta inom läkemedelsutveckling innan hon sen flyttade till Los Angeles, Kalifornien, för att göra karriär inom komedi. Retta började uppträda med ståuppkomik år 1996, även om hon sa att hon inte började "tjäna pengar" på det förrän 1998, då hon började turnera på colleges. Retta har sagt att hon brukade bli "riktigt yr" innan sin framträdanden, men att den känslan började gå över med mer erfarenhet. Hennes material för sin ståupp tenderar att vara något förskönade historier från hennes vanliga vardag, familj och vänner. Hon har också skämtat om sin övervikt. Retta har påstått att hon skulle ge upp ståuppkomiken för en skådespelarkarriär på heltid om möjligt, "jag är inte gift med ståupp, bara för att det är en turnékrävande sak. Det är väldigt ensamt med allt resande".

## Komedikarriär
Retta har varit öppningsnummer till komiker som Shirley Hemphill och Bobby Collins. Hon har gjort tv-framträdanden på E! Entertainment Televisions The Soup, Freddie, Moesha, It's Always Sunny in Philadelphia, "Comedy Divas Showcase"-segmentet av The Jenny Jones Show. Retta har medverkat i Premium Blend, en serie på Comedy Central, där rollbesättningen består av nya lovande komiker.
Under 2009 började Retta göra regelbundna gästspel på NBCs komediserie Parks and Recreation som Donna Meagle, en anställd på parkförvaltningen i en fiktiv stad i Indiana, vilket inför den tredje säsongen uppgraderades till en huvudroll.
Retta var också värd för 3rd Critics' Choice Television Awards 2013. År 2014 medverkade Retta i Hollywood Game Night som tävlande, tillsammans med andra kändisar, som Paget Brewster, Michael Chiklis, Mario Lopez, Thomas Lennon och Alyssa Milano.

## Privatliv
Rettas faster är Ellen Johnson Sirleaf, den första kvinnliga presidenten i Liberia.

## Filmografi

### Filmer
- 1998 – Ringmaster (Röst)
- 2002 – Slackers
- 2003 – Dickie Roberts: Former Child Star
- 2004 – $5.15/Hr. (TV-film)
- 2005 – Complex (TV-film)
- 2006 – Grand Union (TV-film)
- 2007 – Bristande bevis
- 2007 – 101 kvinnor
- 2007 – D-War
- 2007 – Lipshitz Saves the World (TV-film)
- 2008 – Reservations
- 2008 – First Sunday
- 2008 – Kissing Cousins
- 2008 – The 30 Second Mobius Time Machine (Kortfilm)
- 2011 – Nurse Jackée (Kortfilm)
- 2011 – A Comic Trap (Kort videofilm)
- 2012 – Parks and Recreation: Dammit Jerry! (Videofilm)
- 2014 – Sex Ed
- 2014 – Muffin Top: A love Story
- 2014 – Come Simi

### TV-serier
- 1997 - Moesha (1 avsnitt)
- 2005 - Freddie (1 avsnitt)
- 2006 - Rodney (1 avsnitt)
- 2006 - 7 Deadly Hollywood Sins (7 avsnitt)
- 2008 - It's Always Sunny in Philadelphia (1 avsnitt)
- 2009 - Jimmy Kimmel Live! (1 avsnitt)
- 2011 - Funny or Die Presents... (1 avsnitt)
- 2011 - ACME Saturday Night (2 avsnitt)
- 2011 - The Soup (1 avsnitt)
- 2012 - Staged (1 avsnitt)
- 2013 - Sketchy (1 avsnitt)
- 2014 - Kroll Show (1 avsnitt)
- 2009–2015 – Parks and Recreation (120 avsnitt)
- 2018 – Good Girls (TV-serie) (12 avsnitt)